# 내 인생의 혹
《내 인생의 혹》은 2014년 9월 8일에 MBC에서 방영한 드라마 페스티벌 시즌 2의 두 번째 작품이며, 추석 특집 드라마로 방영되었다.

## 등장 인물

### 주요 인물
- 변희봉 : 임판식 역 - 금지의 외할아버지
- 강혜정 : 신금지 역 (아역 갈소원)
- 송옥숙 : 여옥 역 - 판식의 며느리
- 김에스더 : 어린 임하경 역 - 판식의 손녀

### 그 외 인물
- 라미란 : 반장의 엄마 역 - 미용사
- 정영기 : 금지네 담임선생님 역
- 차상미
- 윤가현
- 반혜라 : 판식의 딸 역
- 전진기 : 판식의 아들 역
- 김난영 : 판식의 딸 역
- 송세빈
- 이영실
- 김송하
- 김연수
- 최효현
- 강문경
- 손영순
- 유옥주 : 슈퍼마켓 주인 역
- 안영미
- 김가을
- 김민서
- 박서진

### 특별출연
- 이휘향 : 금지의 친할머니 역
- 임세미 : 금지의 어머니 역